# Вулиця Хрещатик (Боярка)
Хреща́тик — вулиця в Боярці Києво-Святошинського району.

## Історія

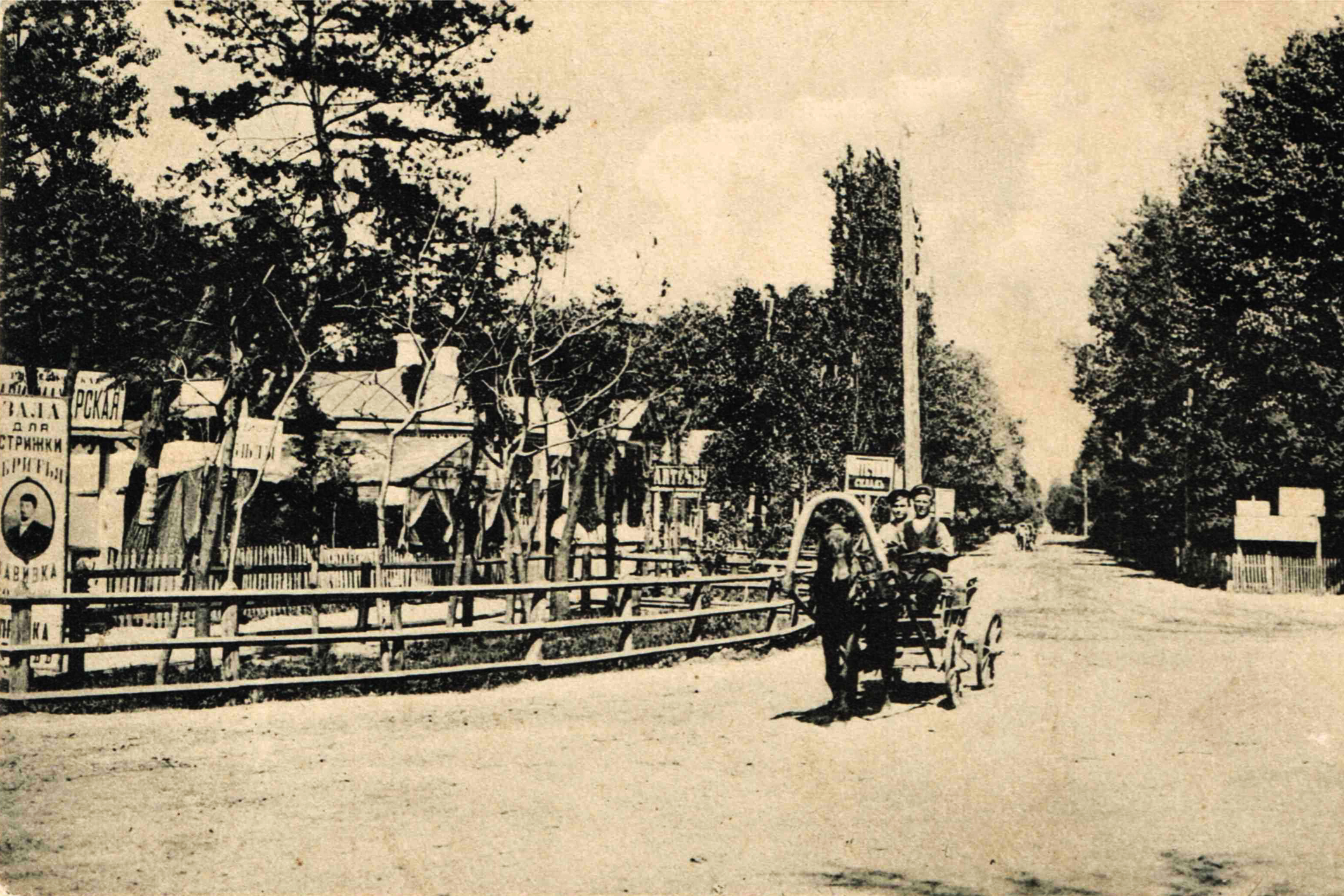
Дачні заміські будинки на вул. Хрещатик

Була заснована у XIX ст. київськими дачниками, які приїздили до Боярки відпочивати.
У 1922—2004 роках мала назву вулиця Карла Маркса на честь засновника марксизму К. Г. Маркса.
25 липня 2021 року на будинку № 103 було відкрито пам'ятну дошку українському письменнику та громадському діячу Олександрові Кониському.

Пам'ятна дошка Олександрові Кониському

## Опис
На вулиці розташовані: відділення Укрпошти, відділеня Укртелекому, багато двоповерхових будинків, які на сьогодні є рідкісною пам'яткою дерев'яної дачної архітектури XIX ст, Київська обласна дитяча лікарня (КОДЛ), Києво-Святошинський центр соціально-психологічної реабілітації населення, Києво-Святошинське МРЕВ.

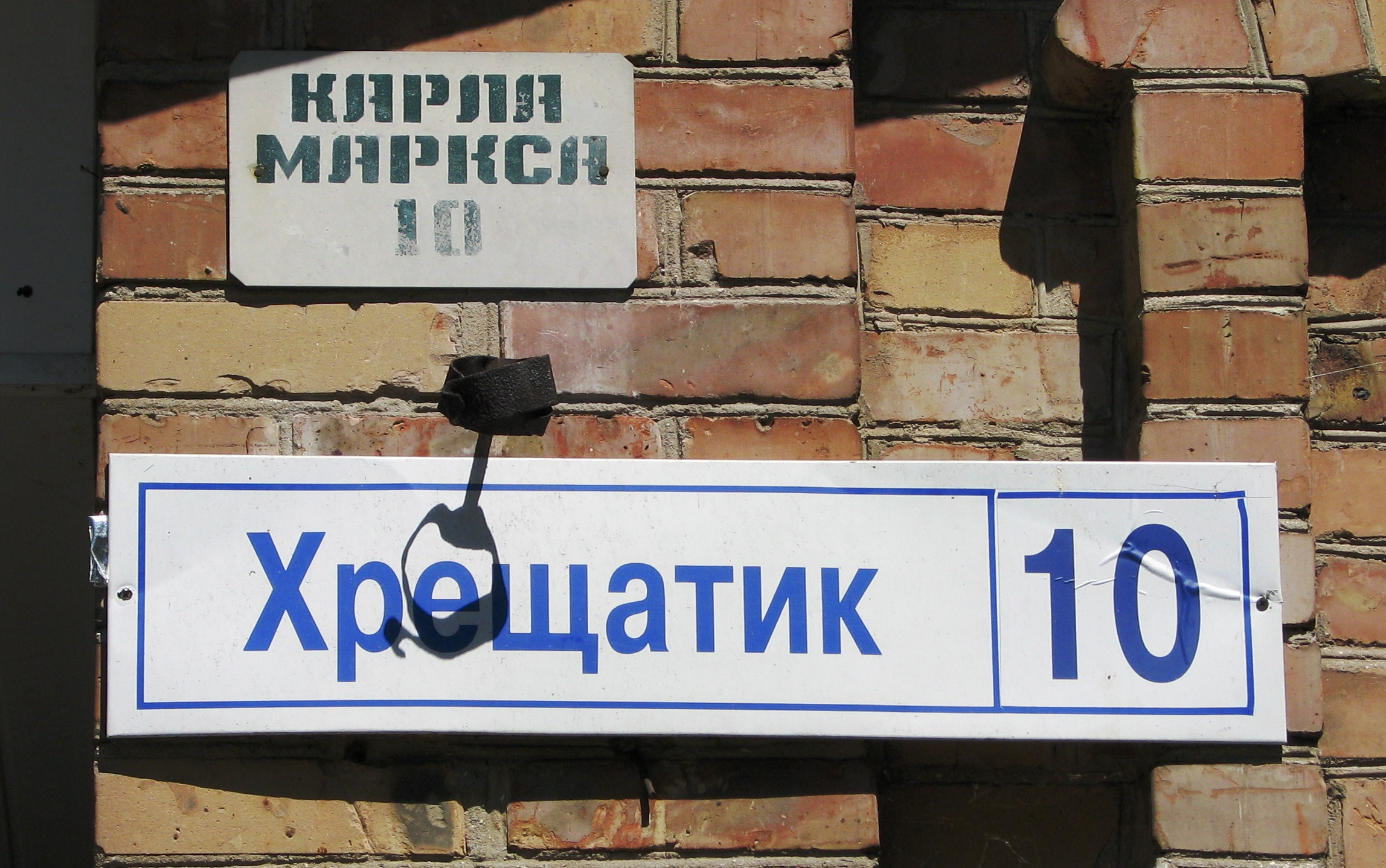
Табличка на будинку